# カワサキ・Z1300
カワサキ・Z1300〔北米名KZ1300〕（ゼットせんさんびゃく）とは、川崎重工業が製造販売を行なっていたオートバイである。

## 概要
Z1300はドイツ・ケルンショーにて1978年に発表された。同時期に発表されたホンダ・CBX1000と同じく直列6気筒エンジン搭載車であるが、CBXが空冷DOHC4バルブ1047ccであったのに対し、Z1300は水冷DOHC2バルブ1286ccであり、日本メーカーの車両では当時最大の排気量を誇っていた。なお駆動方式はツアラー色が強いシャフトドライブを採用している。この排気量はCBXが1000cc以上で開発されているとわかったため当初計画の1200ccからアップされたとか、当時のハーレーダビッドソンの排気量を超えないよう配慮したためなどといわれている。
120PSのZ1300の発表を受け、ドイツではオートバイの100馬力規制が発表されたという逸話がある。（ちなみにドイツ仕様は、1982年のA4から99PSにパワーダウンであった）。
北米仕様の車名はKZ1300となり、フューエルタンクが欧州仕様の27リットルに対し、北米は21リットルである。（1983年のA5から27リットルタンクに一本化された）。キャブレターはオートバイとしては珍しい2バレル3連装（2気筒分を3つ装備）。A1（1979年）からA5（1983年）までマイナーチェンジを行いながら生産、1984年よりインジェクションが装備されZG1300となりヨーロッパにのみ販売される。なお、インジェクション化により130PSへと馬力アップとなった。一方、A4から99PSにパワーダウンであったドイツ仕様は、110PSへと馬力アップとなった。
モデル型式としては、標準モデルのA型、ツアラーモデルのB型が販売され、KZ1300Bツーリングはその後、ZN1300Voyager（ボイジャー）としてモデルチェンジを受けることになった。なお、ZN1300Voyagerには専用のフレームが与えられ、インジェクションが装備された。
当時Z1300をカワサキの最高のフラッグシップマシンとして開発するにあたり、考えられたのが北米での市場の需要である、いわゆるクルーザーのジャンルであった。このもくろみは成功し、Z1300は世界中のライダーたちに受け入れられ、10年以上に渡るロングセラーモデルとなった。

## 車両解説
開発当時、最高のフラッグシップマシンとしての専用設計などが考えられた。唯一無二の存在としてエンジン、フレーム、そして外装はタンク、シート、テールカウル、サイドカバーなど、さらにメーターやウィンカーとヘッドライトとテールランプにバックミラー、果ては左右のハンドルスイッチボックスなどまでにも専用パーツが振舞われた。ただし、消耗品は当時のZ1やZ1000などの消耗品と共通であるものが多い。

### 装備
1980年代の後半に入った頃には既に標準化されつつあった装備だが、1978年の発売当時としては充実していた。
- キャストホイールを前後に装備。
- チューブレスタイヤ。
- フロント側はダブル仕様、リア側はシングル仕様のディスクブレーキ。ディスクローターは穴開きタイプ。
- フロントフォークはセミエア式
- リアショックは調整付き。A3以降はセミエア式ショックとなる。
- ハロゲンバルブをヘッドライトに装備。
- オートウィンカーキャンセラー。
- ウィンカーインジケーターを左右別に装備。
- フロントウィンカーにダブル球を使用したポジションランプ化（北米仕様のみ）。
- ハザードスイッチ付き（北米仕様のみ）。
- 電気式フューエルメーター。
- ガバナ進角式フルトランジスター点火。A3以降は電子進角フルトランジスター点火となる。
- ホーンを二連装。
- 電磁式燃料コック。
- 大型のバッテリー。
- シートロック兼用のサブイグニッションキー。
- エアークリーナーボックスのサイドに左右共にカバーを装備。
- タンク、サイドカバー、テールカウルなどの外装類と同色塗装のフロントフェンダー。

### エンジンオイルの量の変化
エンジンオイルの量はマイナーチェンジのたびに増加した。これは熱の問題があったためとも言われている。だが、ZG1300A1からのクランクケースの大幅な変更により、以降のマイナーチェンジ時ごとのエンジンオイルの量の増加はなくなった。
- A1～A2前期型：4.6リットル
- A2後期型：5.3リットル
- A3～A5：6.2リットル
- ZG1300A1～：5.9リットル

### 初期型A1の特徴
- フロントフォークのボトムケースにあるアクスルシャフトを留めているボルトが左右共に2本使用されている。A2からは1本となった。
- 点火フラグは、NGKのB8ESが使用されている。A2からはBP6ESとなった。（各輸出国により若干の違いがあり）
- シフトチェンジペダルは、形状や材質が別のものが使用されている。
- キャブレターのジェットニードルに調整用の5段のくぼみがある。A2以降にはない。
- 各エキパイに燃調用のボルトが付いている。A2以降にはない。
- 北米仕様の速度計が160マイルまである。A2以降は、85マイルまでとなる。

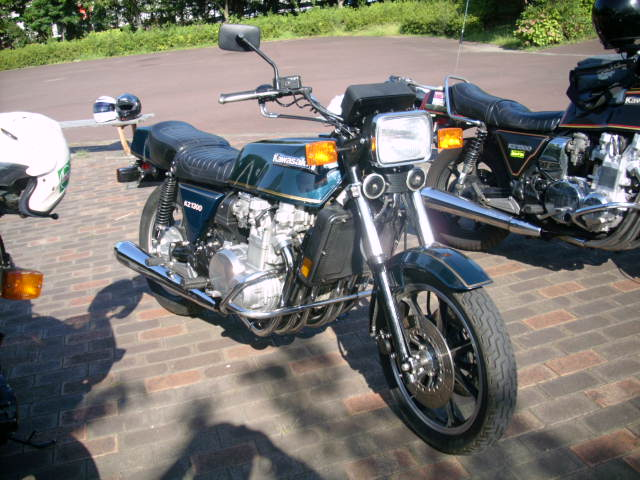
1979年式 KZ1300A1　北米仕様
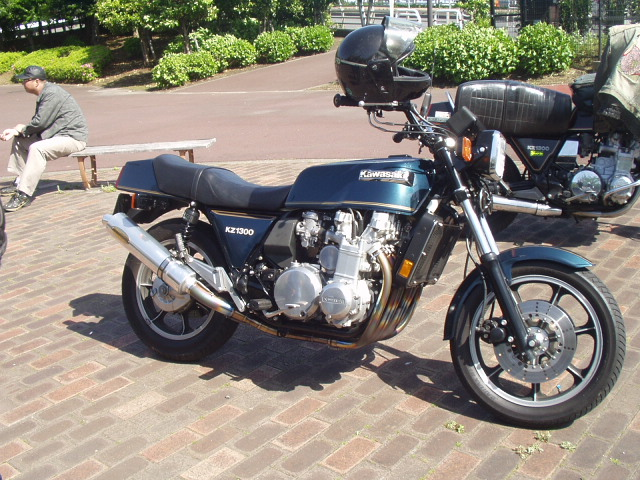
1980年式 KZ1300A2　北米仕様
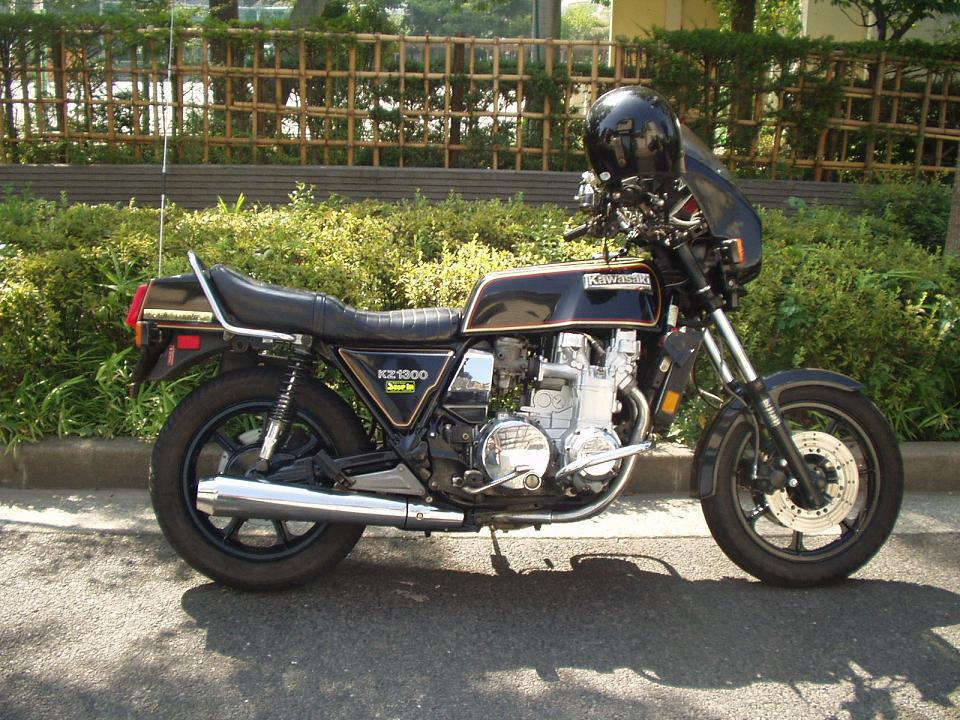
1981年式 KZ1300A3　北米仕様
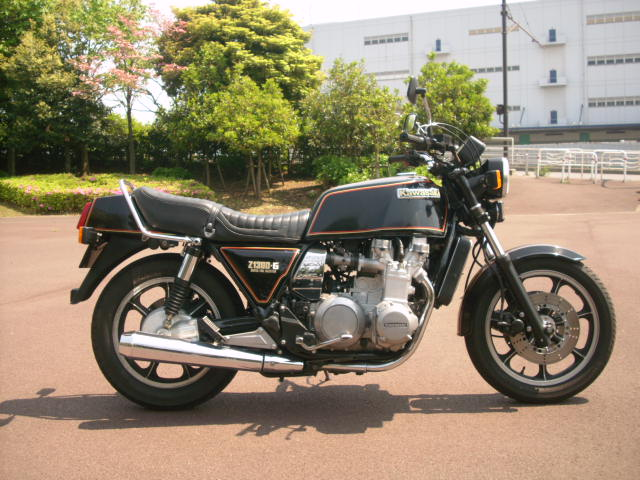
1984年式 ZG1300A1　EC仕様
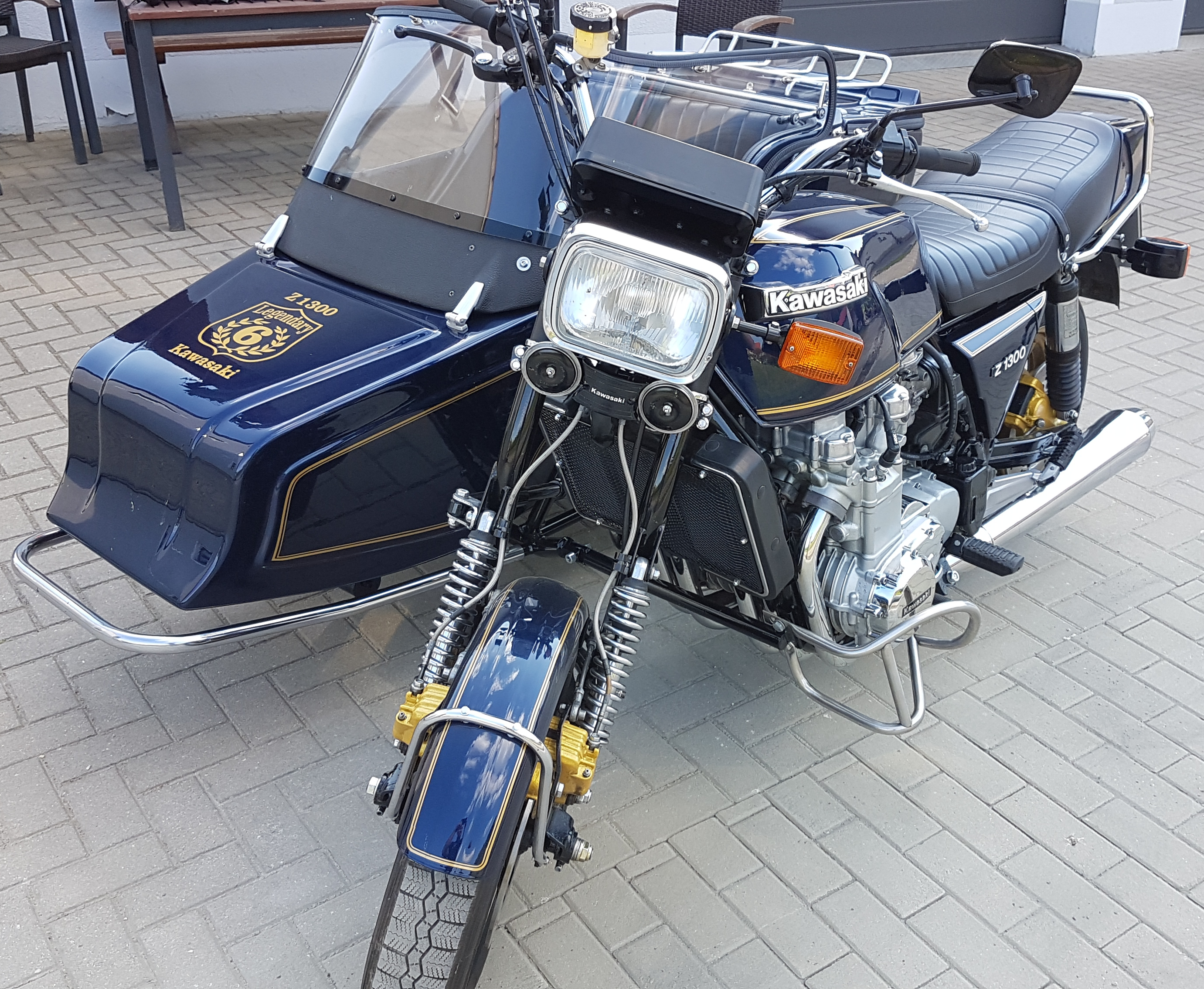
サイドカー仕様